# Villejuif
För andra betydelser, se Villejuif (olika betydelser).
Villejuif är en kommun i departementet Val-de-Marne i regionen Île-de-France i norra Frankrike. Kommunen är chef-lieu över 2 kantoner som tillhör arrondissementet L'Haÿ-les-Roses. År 2022 hade Villejuif 58 142 invånare.
Villejuif är en sydlig förort till Paris och nås av Métrons linje 7.

## Befolkningsutveckling
Antalet invånare i kommunen Villejuif
| Referens: INSEE |

## Sjukhus
- Institut Gustave-Roussy

## Utbildning
- École pour l'informatique et les techniques avancées
- Sup'Biotech

## Vänorter
Villejuif har följande vänorter:
- Mirandola, Italien, sedan 1958
- Dunaújváros, Ungern, sedan 1958
- Neubrandenburg, Tyskland, sedan 1966
- Jambol, Bulgarien, sedan 1974
- Vila Franca de Xira, Portugal, sedan 1978